# Bali Breizh
Bali Breizh (littéralement « Boulevard de Bretagne ») est une émission de télévision bretonne, créée en septembre 2011. Elle est diffusée le dimanche à 10h10 sur France 3 Bretagne. De manière générale, l'émission traite de l'actualité en Bretagne sous toutes ses formes, en enchainant séquences plateau, reportages et documentaires.  Elle est présentée par Goulwena an Henaff, épaulée par plusieurs chroniqueurs et intervenants récurrents en studio avec un invité, puis à partir de 2020 en itinérance à la rencontre de différents invités directement la où ils se trouvent.

## Histoire
Créée en 2011, sous la direction de Bernez Rouz, l'émission succède à Son da Zont et Red an amzer, diffusées respectivement le samedi et le dimanche. Elle concentre ainsi l'ensemble des programmes « tous publics » en breton sur une seule émission hebdomadaire sous-titrée de 55 minutes.

## Saisons
L'émission est découpée en plusieurs catégories (actualités, musique, humour, histoire, feuilleton), qui ne sont pas forcément traitées et ne s'enchaînent pas forcément dans le même ordre à chaque émission.

### Saison 1 (2011-2012)
Diffusion le dimanche de 10 h 55 à 11 h 50.
- Goulwena an Henaff
- Anna Quéré : actualité
- Youenn Chap : musique
- Yann-Herle Gourves : insolite

### Saison 2 (2012-2013)
- Goulwena an Henaff
- Anna Quéré : actualité
- Thelo Mell[2] : musique
- Yann-Herle Gourves : insolite
- Bernez Rouz : chronique littéraire (une fois par mois)
- Sonia Zaoumi : revue de presse (une fois par mois)

### Saison 3 (2013-2014)
- Goulwena an Henaff
- Anna Quéré : actualité
- Thelo Mell[2] : musique
- Yann-Herle Gourves : insolite

### Saison 4 (2014-2015)
Cette saison est marquée par l'arrivée de Mael Gwenneg (qui évolue en alternance avec Anna Quéré), un renouveau des séquences et une refonte de l'habillage et du plateau.
- Goulwena an Henaff
- Mael Gwenneg et Anna Quéré : actualité
- Thelo Mell : musique
- Yann-Herle Gourves : insolite, A-viskoazh
- Vincent Burlot : compositeur du générique

### Saison 5 (2015-2016)
- Goulwena an Henaff
- Mael Gwenneg
- Thelo Mell
- Yann-Herle Gourves : chronique Pebr ha holen
- Vincent Burlot : compositeur du générique